# Lichinaceae
Lichinaceae Nyl.– rodzina grzybów z rzędu Lichinales.

## Systematyka
Pozycja w klasyfikacji według Index Fungorum
Lichinaceae, Lichinales, Incertae sedis, Lichinomycetes, Pezizomycotina, Ascomycota, Fungi.
Rodzaje
Według aktualizowanej klasyfikacji Index Fungorum bazującej na Dictionary of the Fungi do rodziny tej należą liczne rodzaje. Wśród występujących w Polsce są to:

- Cryptothele Th. Fr. 1866 – skrytek
- Ephebe Fr. 1825 – gąszczyk
- Peccania A. Massal. ex Arnold 1858 – suchorostek
- Phylliscum Nyl. 1855 – listnica
- Porocyphus Körb. 1855 – kruszyk
- Psorotichia A. Massal. 1855 – strupinka
- Pyrenocarpon Trevis. 1855 – nipczyk
- Pyrenopsis (Nyl.) Nyl. 1858 – omeszek
- Synalissa Fr. 1825 – kruszynka
- Thelignya A. Massal. 1855 – opipiołek
- Thermutis Fr. 1825 – nitecznica
- Thyrea A. Massal. 1856 – czepik

Nazwy polskie według W. Fałtynowicza.